# Per Andreas Haftorsen
Per Andreas Haftorsen (29 giugno 1970) è un ex calciatore norvegese, di ruolo portiere.

## Carriera

### Club
Haftorsen vestì la maglia dello Haugar, prima di passare allo Djerv 1919. Tornò poi allo Haugar e vi restò fino al 1992, anno in cui si trasferì al Brann. Esordì nella 1. divisjon il 3 maggio, nel pareggio a reti inviolate contro il Lillestrøm. Nel 1993, si trasferì agli svedesi del Forward, mentre nel 1994 tornò in Norvegia per giocare nello Haugesund. Vi rimase in forza fino al 2001.

### Nazionale
Haftorsen conta 8 presenze per la Norvegia under 21. Vi debuttò il 21 agosto 1990, nella vittoria per 2-0 sulla Svezia under 21.